# Melissa Myerscough
Melissa Myerscough (geb. Price; * 5. September 1979 in Orange, Kalifornien) ist eine ehemalige US-amerikanische Hammerwerferin.
Bei den Weltmeisterschaften 2001 in Edmonton wurde sie Zwölfte.
2003 wurde ihr zwölfter Platz bei den Weltmeisterschaften in Paris/Saint-Denis annulliert, nachdem sie bei den US-Meisterschaften positiv auf Tetrahydrogestrinon getestet worden war. Wegen dieses Verstoßes gegen die Dopingbestimmungen wurde sie für zwei Jahre gesperrt.
Seit dem 20. Juni 2003 ist sie mit dem britischen Kugelstoßer und Diskuswerfer Carl Myerscough verheiratet.

## Persönliche Bestleistungen
- Hammerwurf: 67,59 m, 3. Mai 2003, Lincoln
- Gewichtweitwurf (Halle): 20,33 m, 23. Februar 2001, Lincoln